# Bloodflowerz
Bloodflowerz, aussi stylisé Bl[A]dflowerz, est un groupe allemand de metal gothique et alternatif. Formé en 2002, le groupe s'éteint en 2007, en décembre, après un dernier concert, pour raisons personnelles. Il se reforme en 2013.

## Biographie
Bloodflowerz joue en soutien à Anathema, en Allemagne en décembre 2001. Avec la sortie du single Diabolic Angel, le groupe tourne à nouveau cette fois avec Subway to Sally. Ils font une ensuite une tournée en soutien à leur premier album homonyme, Diabolic Angel, publié en avril 2002. En 2003, ils entrent en studio d'enregistrement Woodhouse Studio de Hagen avec les producteurs Siggi Bemm et Dan Diamond pour 7 Benedictions / 7 Maledictions', un album-concept sur les sept pêchés capitaux, annoncé le 26 mai 2003 au label Silverdust Records,.
En mars 2005, le groupe semblait s'être séparé, jusqu'au recrutement du guitariste Jochen Laser, ancien membre du groupe Blue Jason, et du bassiste Jan Beckmann, en novembre,. En décembre la même année, le groupe annonce son entrée au studio d'enregistrement Mastersound Studio à Fellbach, en janvier 2006, pour leur nouvel album, intitulé Dark Love Poems. Le groupe se sépare en décembre 2007, après un dernier concert, pour raisons personnelles. Il se reforme en 2013.

## Membres

### Membres actuels
- Jojo Schulz - basse, guitare (2000-2005), basse (depuis 2013)
- Kirsten Zahn - chant (2000-2007, depuis 2013)
- Marco Klein - guitare (depuis 2013)
- Tino Calmbach - batterie (depuis 2015)
- Roger Grüninger - guitare (depuis 2015)

### Anciens membres
- Tim Schwarz - batterie (2000-2007, 2013-2014)
- Nille Mahl - guitare (2000-2003)
- Markus Visser - guitare (2000-2005)
- Siggi Lenz - guitare (2003-2005)
- Jan Beckmann - basse (2005-2007)
- Jogi Laser - guitare (2005-2007)
- Benedikt Kuhn - guitare (2013-2014)

## Discographie
- 2002 : Diabolic Angel
- 2003 : 7 Benedictions, 7 Maledictions'
- 2006 : Dark Love Poems